# Aïcirits-Camou-Suhast
Aïcirits-Camou-Suhast è un comune francese di 673 abitanti situato nel dipartimento dei Pirenei Atlantici nella regione della Nuova Aquitania.

## Società

### Evoluzione demografica
Abitanti censiti